# نینجا تئوری
نینجا تئوری (به انگلیسی: Ninja Theory) یک شرکت مستقل توسعه‌دهنده بازی‌های ویدئویی واقع در کمبریج، انگلستان است. این شرکت ابتدا با نام جاست اد مانسترز در مارس ۲۰۰۰ تأسیس شد، اما شرکت در نوامبر ۲۰۰۴ توسط جرمی سان، مؤسس سابق شرکت آرگونات گیمز خریداری گردید. سرانجام نینجا تئوری در سال ۲۰۰۴ با همکاری سه شریک، شامل مدیران فعلی مجموعه نینا کریستنسن (مدیر توسعه)، تمیم آنتونیادز (مدیر تولید) و جز سان (مدیر غیر اجرایی) تشکیل شد.
این شرکت در سال ۲۰۱۸ توسط ایکس‌باکس گیم استودیوز خریداری شد.

## تاریخچه
اولین بازی این تیم به عنوان جاست اد مانسترز، «کونگ‌فو کی‌آس» نام داشت که در سال ۲۰۰۳ توسط استودیو مایکروسافت به‌طور انحصاری برای کنسول ایکس‌باکس انتشار یافت.
شمشیر آسمانی، اولین عنوان استودیو نینجا تئوری در سال ۲۰۰۷ توسط سونی کامپیوتر انترتینمنت به‌طور انحصاری و بازی زمان عرضه برای کنسول پلی‌استیشن ۳ منتشر شد. نقش ناریکو، شخصیت اصلی و مو قرمز این بازی توسط بازیگر استرالیایی آنا تورو بازی شده‌است.
بازی این‌اسلیو: اودیسه به سمت غرب توسط نامکو باندای گیمز در اکتبر ۲۰۱۰ برای هر دو کنسول ایکس‌باکس ۳۶۰ و پلی‌استیشن ۳ منتشر شد. دی‌ام‌سی نسخهٔ بازسازی‌شده و پنجمین بخش از سری بازی‌های شیطان هم می‌گرید توسط کپ‌کام در ژانویه ۲۰۱۳ برای اکس‌باکس ۳۶۰، پلی‌استیشن ۳ و مایکروسافت ویندوز عرضه شد. نینجا تئوری همچنین با همکاری چیلینگو (یکی از بخش‌های شرکت آمریکایی الکترونیک آرتس) اولین بازی تلفن همراه خود را با نام فایت‌بک در سال ۲۰۱۳ روانه بازار کردند. آخرین بازی این استودیو با نام هل‌بلید: پیشکش سنوئا نیز در اوت ۲۰۱۷ برای پلی‌استیشن ۴ و مایکروسافت ویندوز عرضه شد، و نسخه کنسول‌های اکس‌باکس وان و نینتندو سوئیچ به ترتیب در سال ۲۰۱۸ و ۲۰۱۹ منتشر شدند. دنبالهٔ این بازی نیز تحت عنوان سرگذشت‌نامه سنوئا: هل‌بلید ۲ قرار است در تاریخی نامشخص برای ایکس‌باکس سری اکس/اس و مایکروسافت ویندوز منتشر شود.

## لیست بازی‌ها
| بازی‌ها                              | کنسول‌ها                                                     | سال            |
| ----------------------------------- | ----------------------------------------------------------- | -------------- |
| کونگ‌فو کی‌آس                         | ایکس‌باکس                                                    | ۲۰۰۳           |
| شمشیر آسمانی                        | پلی‌استیشن ۳                                                 | ۲۰۰۷           |
| این‌اسلیو: اودیسه به سمت غرب         | پلی‌استیشن ۳، ایکس‌باکس ۳۶۰، ویندوز                           | ۲۰۱۰           |
| دی‌ام‌سی                              | پلی‌استیشن ۳، ایکس‌باکس ۳۶۰، ویندوز                           | ۲۰۱۳           |
| فایت‌بک                              | آی‌اواس، اندروید                                             | ۲۰۱۳           |
| دیزنی اینفینیتی: ابر قهرمانان مارول | چند سکویی                                                   | ۲۰۱۴           |
| دیزنی بینهایت ۳٫۰                   | چند سکویی                                                   | ۲۰۱۵           |
| هل‌بلید: پیشکش سنوئا                 | پلی‌استیشن ۴، ایکس‌باکس وان، مایکروسافت ویندوز، نینتندو سوئیچ | ۲۰۱۷           |
| سرگذشت‌نامه سنوئا: هل‌بلید ۲          | مایکروسافت ویندوز، ایکس‌باکس سری اکس/اس                      | 2024           |
| پروژه: مارا                         | مایکروسافت ویندوز، ایکس‌باکس سری اکس/اس                      | اعلام خواهد شد |